# Траверс (фортифікація)
Тра́верс (фр. traverse — «поперечка») — елемент відкритих фортифікаційних споруд (траншей, ходів сполучення і т. ін.) у вигляді поперечного валу, який розташовують на протяжних прямолінійних ділянках для прикриття входів, захисту від рикошетів тощо.
Ця перешкода споруджується (або що залишається з незайманої товщі ґрунту або скельних порід) впоперек траншеї (окопу, ходу сполучення) і перед входом у фортифікаційну споруду для захисту особового складу військ від ураження кулями при поздовжньому обстрілі і осколками від артилерійських снарядів.
У військово-морській термінології траверс корабля (на варто плутати з траверзом — напрямом, перпендикулярним до курсу (діаметральної площини) корабля) — легке (в основному протиосколкове) броньове прикриття (плита броні) важливих елементів корабля. Траверс розділяє гармати корабельної батареї на борту для захисту від поздовжнього вогню, щоб вони не могли бути знищені всі одним вдалим влученням артилерії противника. Зазвичай влаштовувалися поперечно поздовжній осі і виступає за броньову палубу, але розташовані усередині корпусу корабля. Траверси мали деякий нахил до горизонтальної площини, тому конструктивна схожі на карпасну бронепалубу.
Наприклад, перед російсько-японською війною парові машини потрійного розширення великої потужності не вміщалися під бронепалубою (принаймні на швидкохідних крейсерах), тому траверси, що створювали прикриття для рушіїв.